# Temma Matsuda
Temma Matsuda (jap. 松田 天馬, Matsuda Temma; * 11. Juni 1995 in Mashiki, Präfektur Kumamoto) ist ein japanischer Fußballspieler.

## Karriere
Temma Matsuda erlernte das Fußballspielen in der Jugendmannschaft des Kumamoto United SC sowie in den Schulmannschaften der Higashi Fukuoka High School und des National Institute of Fitness and Sports in Kanoya. Von Juli 2017 bis Januar 2018 wurde er an Shonan Bellmare ausgeliehen. Nach Ausleihende wurde er 2018 von Shonan fest verpflichtet. Der Verein aus der Hafenstadt Hiratsuka in der Präfektur Kanagawa spielte in der höchsten Liga des Landes, der J1 League. 2018 gewann er mit dem Verein den J.League Cup. Im Finale besiegte man die Yokohama F. Marinos mit 1:0. Nach insgesamt 89 Erstligaspielen wechselte er im Januar 2021 zum Zweitligisten Kyōto Sanga.

## Erfolge
Shonan Bellmare
- J.League Cup: 2018

Kyoto Sanga FC
- J2 League: 2021 (Vizemeister)  ▲